# Joik

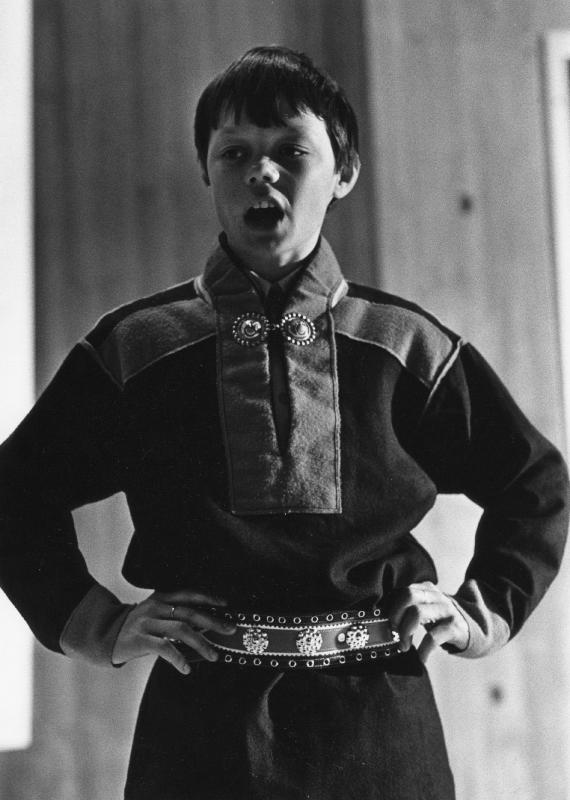

Lo joik o yoik o juoiggus è una forma di canto tradizionale sami.
Uno joik è in genere ispirato a un luogo o a una persona e spesso improvvisato. Non significa necessariamente che è dedicato a questi: il cantante - lo joiker - cerca spesso di trasferire l'"essenza" di tale luogo o persona nel canto. Gli joik hanno in genere un testo molto ridotto se non del tutto assente. Viene tradizionalmente cantato a cappella, a volte con l'accompagnamento di percussioni. La scala di riferimento è spesso pentatonica; il cantante è libero di usare i centri tonali che preferisce.

## Storia

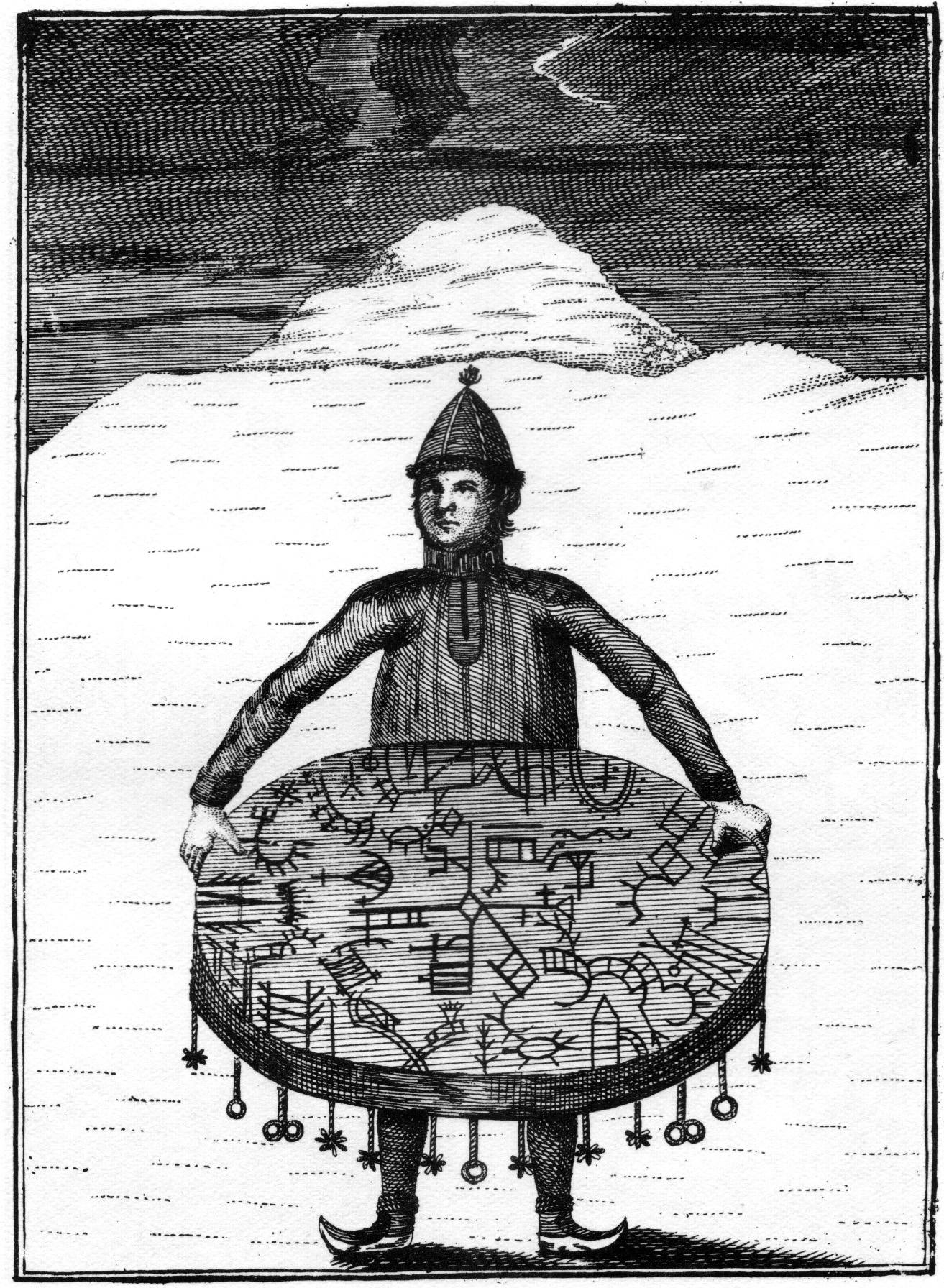
I noaidi erano gli sciamani presso i popoli sami.

### Origini
Dal momento che la cultura sami non ha avuto alcun sistema di scrittura per molto tempo, le origini dello joik non sono documentate. Secondo le tradizioni orali, furono gli elfi e i folletti delle terre artiche a donare lo joik ai popoli sami. Fu soltanto con il filologo, linguista ed etnografo Just Knud Qvigstad che si ebbero le prime forme documentate delle tradizioni orali sami. Gli studiosi ritengono che lo joik sia tra le tradizioni musicali ininterrotte più antiche d'Europa.

### Cristianizzazione e politiche di integrazione
Con la cristianizzazione dei popoli sami lo joik venne dichiarato blasfemo; inoltre le politiche di integrazione quali il processo di norvegizzazione dei popoli sami avviato formalmente dal governo norvegese nel XIX secolo, accompagnate alla visione della chiesa e dei movimenti ecclesiastici, giocarono un ruolo fondamentale nella sua messa in discussione. Uno dei motivi per cui lo joik veniva osteggiato potrebbe essere il suo legame con i noaidi e i rituali precristiani e il suo accostamento ai sortilegi. Il tema dell'integrazione tra joik e chiesa è tuttora oggetto di dibattito in determinate parrocchie lapponi. Karl Bernhard Wiklund scrive nel suo libro "Lapparnes sång och poesi" ("Canti e poesie lapponi") come tanto l'opinione pubblica quanto quella della chiesa abbiano colpito lo joik: "L'opinione denigratoria di questa forma di canto che i lapponi hanno tanto spesso udito cantata dai loro vicini ha certamente contribuito, unitamente al dubbio religioso, allo smorzamento dello joik e ad affibbiargli una cattiva reputazione perfino tra gli stessi lapponi."

## Varianti
Dal momento che la lingua sami conta molte varianti dialettali e differenze nelle tradizioni, lo stile dello joik può variare molto a seconda dell'area. La variante orientale detta leu'dd include spesso una tecnica narrativa caratterizzata da testi articolati mentre la variante occidentale è generalmente più breve e fa uso di componenti linguistiche non comuni nella lingua parlata. La variante meridionale è detta vuollie e ha mantenuto ad oggi uno stampo antico dopo che l'incontro con il cristianesimo ne ha congelato l'evoluzione. Lo stile ad oggi più diffuso e sviluppato è quello settentrionale detto luohti. È probabile che la dislocazione forzata imposta ai sami settentrionali abbia portato ad influenzare gli stili joik più meridionali.

## Contenuti
Lo joik non deve includere per forza parole o frasi: le melodie joik sono spesso composte esclusivamente da suoni e fungono da intermediari tra messaggio ed emozioni. Ritmo, melodia ed eventuale testo formano insieme un unicum che trasmette il significato dello joik. Il contenuto vero e proprio dello joik può variare: le renne sono un tema ricorrente, come la natura e le emozioni. Non sono rari nemmeno i temi cristiani ma quando si arriva a parlare di joik religiosi o animisti la questione diventa confusa. Lo joik viene spesso interpretato in solitario; un metodo, la solitudine, attraverso il quale il cantante può entrare in contatto con se stesso. Tradizionalmente lo joik veniva impiegato accompagnato dai tamburi sami anche in determinate cerimonie religiose.
Da un punto di vista tecnico lo joik può essere accostato a degli stili canori di altre culture come ad esempio alle tecniche canore di certe tribù indigene nordamericane.

### Joik personale
Il cosiddetto "joik personale" è un tipo di joik che evoca i tratti di una persona specifica. Di norma non si canta uno joik personale dedicandolo a sé stessi, in quanto apparirebbe come un atto di auto-compiacimento. Non mancano, tuttavia, eccezioni di auto-joik. Nella maggior parte dei casi, tuttavia, vengono dedicati ad altre persone, in quanto gesto celebrativo o commemorativo; alla morte di una persona, ella può continuare a essere evocata nel canto di qualcun altro per giorni o anche anni.

### Tradizione orale
Un utilizzo comune dello joik è sempre stato ed è tuttora quello di tramandare la storia e la cultura. Per molto tempo i sami non hanno sviluppato una loro forma di scrittura, comparsa per la prima volta solo negli anni cinquanta, portandoli ad utilizzare lo joik come uno dei ponti più comuni tra le generazioni. Lo scrittore sami Johan Turi nel suo libro "Muittalus sámiid birra" (edizione in italiano: "Vita del lappone") descrive lo joik come "l'arte di ricordare gli uomini. C'è chi ricorda per odio, chi per amore e chi per afflizione."

## Uso moderno

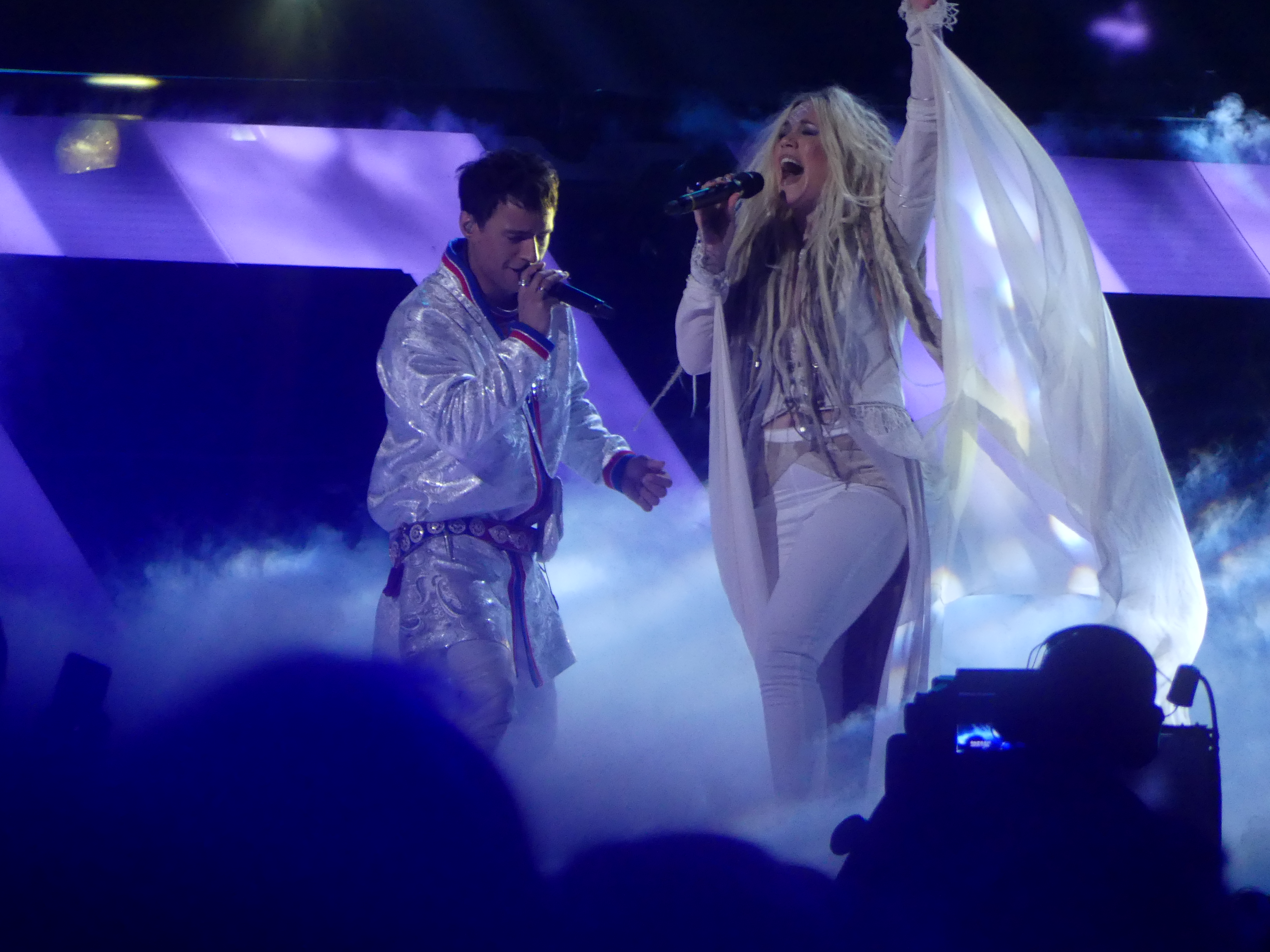
Jon Henrik Fjällgren canta in joik con la cantante svedese Aninia al Melodifestivalen 2017.

Per quanto lo joik sia un canto tradizionale, è riuscito ad insinuarsi nella cultura pop odierna attraverso adattamenti e commercializzazioni ad opera di vari artisti. Un esempio su tutti è la canzone che rappresentò la Norvegia nell'edizione dell'Eurovision Song Contest del 1980: "Sámiid ædnan", interpretata da Sverre Kjelsberg e Mattis Hætta. Il brano è prevalentemente in norvegese, accompagnato dallo joik nei ritornelli. Nel 2019, con la canzone "Spirit in the Sky" dei Keiino, la Norvegia scelse nuovamente un brano che includeva delle parti in joik come rappresentante al concorso eurovisivo. Lo joik è un elemento di rilievo al Sámi Grand Prix, una competizione basata sul modello eurovisivo, nella quale gareggiano rappresentanti delle minoranze delle comunità sami di Norvegia, Svezia e Finlandia. Il concorso canoro prevede due competizioni: una per le canzoni, una per gli joik. Artisti divenuti famosi per il loro uso ricorrente dello joik includono la cantante norvegese Mari Boine, il cantante svedese Jon Henrik Fjällgren e il gruppo finlandese Korpiklaani, i quali hanno impiegato lo joik in generi musicali che spaziano dal jazz al metal.
Oltre che nel mondo musicale, la cultura sami e in particolare lo joik hanno trovato valorizzazione internazionale tramite il loro uso in diversi film. Particolarmente rilevante è l'esempio della saga Disney Frozen - Il regno di ghiaccio e Frozen II - Il segreto di Arendelle, fortemente ispirati all'ambiente e la cultura scandinava e sami: chiari elementi sami sono l'allevamento delle renne e il vestiario di determinati personaggi. Inoltre, è il brano "Vuelie", riadattamento della composizione originale "Eatnemen Vuelie" del musicista sami meridionale Frode Fjellheim, ad aprire il primo film e ad essere poi riproposto nel sequel.

## Artisti famosi
- Mari Boine
- Nils-Aslak Valkeapää
- Victoria Harnesk
- Sofia Jannok
- Kenneth Njuolla
- Niko Valkeapää
- Ulla Pirttijärvi
- Simon Marainen
- Ánde Somby
- Jon Henrik Fjällgren
- Fred Buljo
- Jonne Järvelä
- Maxida Märak
- Sápmi Sisters
- Ola Stinnerbom
- Ingor Ánte Áilo Gaup
- Wimme Saari